# 台湾蝎子草
台湾蝎子草（学名：Girardinia formosana）是荨麻科蝎子草属的植物。分布于日本、台灣等地，生长于海拔1,600米的地区，常生于山坡林下湿处，目前尚未由人工引种栽培。